# Superstock 1000 FIM Cup 2010
Superstock 1000 FIM Cup 2010 è la dodicesima edizione della Superstock 1000 FIM Cup.
Il titolo piloti viene vinto, con tre gare d'anticipo, da Ayrton Badovini con la BMW S1000 RR del team BMW Motorrad Italia. Il pilota italiano è stato il dominatore assoluto del campionato, vincendo nove delle dieci gare in calendario e realizzando anche otto pole position.
Il campionato costruttori se lo aggiudica, con due gare d'anticipo rispetto alla fine del campionato, la BMW. Per la casa bavarese, all'esordio in questa categoria, si tratta dei primi successi nei campionati per motociclette derivate dalla serie.

## Piloti partecipanti
fonte
Tutte le motociclette in competizione sono equipaggiate con pneumatici forniti dalla Pirelli.
| Nº  | Pilota                 | Squadra                      | Motocicletta         |
| --- | ---------------------- | ---------------------------- | -------------------- |
| 5   | Marco Bussolotti       | All Service System by QDP    | Honda CBR1000RR      |
| 6   | Riccardo Della Ceca    | Rosso e Nero                 | Yamaha YZF R1        |
| 7   | René Mähr              | MTM Racing                   | Suzuki GSX-R 1000 K9 |
| 8   | Andrea Antonelli       | Team Lorini                  | Honda CBR1000RR      |
| 9   | Danilo Petrucci        | Team Pedercini               | Kawasaki ZX 10R      |
| 10  | Andrea Boscoscuro      | All Service System by QDP    | Honda CBR1000RR      |
| 11  | Pere Tutusaus          | Goeleven                     | KTM 1190 RC8 R       |
| 12  | Nico Vivarelli         | Goeleven                     | KTM 1190 RC8 R       |
| 14  | Lorenzo Baroni         | PATA B&G Racing              | Ducati 1098R         |
| 16  | Michal Sembera         | Automotoklub Masarykuv Okruh | BMW S1000 RR         |
| 18  | Kyle Smith             | Goeleven                     | KTM 1190 RC8 R       |
| 20  | Sylvain Barrier        | Garnier Junior Racing        | BMW S1000 RR         |
| 21  | Maxime Berger          | Ten Kate Race Junior         | Honda CBR1000RR      |
| 25  | Julien Millet          | Millet Moto Sport            | BMW S1000 RR         |
| 28  | Victor Cox             | Blackhorse Kawasaki          | Kawasaki ZX 10R      |
| 29  | Daniele Beretta        | BMW Motorrad Italia          | BMW S1000 RR         |
| 30  | Michaël Savary         | Garnier Junior Racing        | BMW S1000 RR         |
| 30  | Michaël Savary         | Motoracingparts STK1000      | BMW S1000 RR         |
| 30  | Michaël Savary         | SavarySwiss Team BMW         | BMW S1000 RR         |
| 31  | Roy Ten Napel          | Domburg Racing               | Honda CBR1000RR      |
| 34  | Davide Giugliano       | Team06                       | Suzuki GSX-R 1000    |
| 35  | Gavin Hunt             | Sloppy Racing                | BMW S1000 RR         |
| 36  | Philippe Braga Thiriet | SMS Racing                   | Honda CBR1000RR      |
| 37  | Andrzej Chmielewski    | Team Trasimeno               | Yamaha YZF R1        |
| 39  | Randy Pagaud           | Garnier Junior Racing        | BMW S1000 RR         |
| 41  | Gregg Black            | MRS Racing                   | Yamaha YZF R1        |
| 45  | Kim Arne Sletten       | MTM Racing                   | Yamaha YZF R1        |
| 46  | Thomas Bridewell       | All Service System by QDP    | Honda CBR1000RR      |
| 47  | Eddi La Marra          | Team Lorini                  | Honda CBR1000RR      |
| 51  | Santiago Barragán      | Extremadura Jr               | Honda CBR1000RR      |
| 53  | Dominic Lammert        | Lammert Motorsport           | BMW S1000 RR         |
| 55  | Tomas Svitok           | SMS Racing                   | Honda CBR1000RR      |
| 58  | Bogdan Vrajitoru       | C.S.M. Bucharest             | Honda CBR1000RR      |
| 60  | James Webb             | Bogdanka Racing              | Honda CBR1000RR      |
| 61  | Andrea Romagnoli       | Team Fox                     | Yamaha YZF R1        |
| 64  | Danilo Andric          | Kuja Racing                  | Honda CBR1000RR      |
| 65  | Loris Baz              | MRS Racing                   | Yamaha YZF R1        |
| 66  | Mateusz Stoklosa       | Lammert Motorsport           | BMW S1000 RR         |
| 69  | Ondřej Ježek           | MS Racing                    | Aprilia RSV4 1000    |
| 72  | Frederik Karlsen       | MTM Racing                   | Yamaha YZF R1        |
| 77  | Barry Liam Burrell     | Buildbase Kawasaki           | Kawasaki ZX 10R      |
| 85  | Gabriel Berclaz        | Berclaz Racing               | Honda CBR1000RR      |
| 86  | Ayrton Badovini        | BMW Motorrad Italia          | BMW S1000 RR         |
| 87  | Lorenzo Zanetti        | SS Lazio Motorsport          | Ducati 1098R         |
| 88  | Josep Pedro            | La Garriga Competicion       | Yamaha YZF R1        |
| 89  | Michal Salac           | MS Racing                    | Aprilia RSV4 1000    |
| 91  | Marcin Walkowiak       | Bogdanka Racing              | Honda CBR1000RR      |
| 93  | Matthieu Lussiana      | Team ASPI                    | BMW S1000 RR         |
| 98  | Domenico Colucci       | SS Lazio Motorsport          | Ducati 1098R         |
| 98  | Domenico Colucci       | Barni Racing                 | Ducati 1098R         |
| 99  | Chris Leeson           | Team Pedercini               | Kawasaki ZX 10R      |
| 111 | Marco Rosini           | Goeleven                     | KTM 1190 RC8 R       |
| 117 | Denis Sacchetti        | Goeleven                     | KTM 1190 RC8 R       |
| 119 | Michele Magnoni        | S.C.I. Honda Garvie Image    | Honda CBR1000RR      |
| 119 | Michele Magnoni        | Team Shiner                  | Honda CBR1000RR      |
| 119 | Michele Magnoni        | Bevilacqua Corse             | Honda CBR1000RR      |
| 134 | Roberto Lacalendola    | SS Lazio Motorsport          | Ducati 1098R         |
| 155 | Tiago Dias             | HM Racing                    | Suzuki GSX-R 1000 K9 |
| 191 | Riccardo Fusco         | Team Fox                     | Yamaha YZF R1        |

| Legenda            |
| ------------------ |
| Pilota wildcard    |
| Pilota Sostitutivo |

## Calendario
| N° | Data         | Gran Premio | Circuito         | Pole Position   | Vincitore Gara  | Leader del campionato |
| -- | ------------ | ----------- | ---------------- | --------------- | --------------- | --------------------- |
| 1  | 28 marzo     | Portogallo  | Portimão         | Ayrton Badovini | Ayrton Badovini | Ayrton Badovini       |
| 2  | 11 aprile    | Spagna      | Valencia         | Ayrton Badovini | Ayrton Badovini | Ayrton Badovini       |
| 3  | 25 aprile    | Paesi Bassi | Assen            | Maxime Berger   | Ayrton Badovini | Ayrton Badovini       |
| 4  | 9 maggio     | Italia      | Monza            | Ayrton Badovini | Ayrton Badovini | Ayrton Badovini       |
| 5  | 27 giugno    | San Marino  | Misano Adriatico | Ayrton Badovini | Ayrton Badovini | Ayrton Badovini       |
| 6  | 11 luglio    | Rep. Ceca   | Brno             | Ayrton Badovini | Ayrton Badovini | Ayrton Badovini       |
| 7  | 1º agosto    | Regno Unito | Silverstone      | Ayrton Badovini | Ayrton Badovini | Ayrton Badovini       |
| 8  | 5 settembre  | Germania    | Nürburgring      | Ayrton Badovini | Ayrton Badovini | Ayrton Badovini       |
| 9  | 26 settembre | Italia      | Imola            | Ayrton Badovini | Ayrton Badovini | Ayrton Badovini       |
| 10 | 3 ottobre    | Francia     | Magny-Cours      | Maxime Berger   | Maxime Berger   | Ayrton Badovini       |

## Classifiche

### Classifica Piloti[1]
| Posizione | Pilota              | Motocicletta | Portogallo (bandiera) | Spagna (bandiera) | Paesi Bassi (bandiera) | Italia (bandiera) | San Marino (bandiera) | Rep. Ceca (bandiera) | Regno Unito (bandiera) | Germania (bandiera) | Italia (bandiera) | Francia (bandiera) | Punti |
| --------- | ------------------- | ------------ | --------------------- | ----------------- | ---------------------- | ----------------- | --------------------- | -------------------- | ---------------------- | ------------------- | ----------------- | ------------------ | ----- |
| 1         | Ayrton Badovini     | BMW          | 1                     | 1                 | 1                      | 1                 | 1                     | 1                    | 1                      | 1                   | 1                 | 2                  | 245   |
| 2         | Maxime Berger       | Honda        | 2                     | Rit               | 2                      | 10                | 2                     | Rit                  | 2                      | 2                   | 3                 | 1                  | 147   |
| 3         | Michele Magnoni     | Honda        | 15                    | 4                 | 4                      | 2                 | 3                     | 6                    | 5                      | 6                   | Rit               | 12                 | 98    |
| 4         | Andrea Antonelli    | Honda        | 8                     | 6                 | 6                      | Rit               | 4                     | 3                    | 3                      | 3                   | Rit               | 7                  | 98    |
| 5         | Davide Giugliano    | Suzuki       | 7                     | 2                 | 3                      | 17                | 8                     | Rit                  | 7                      | 7                   | 4                 | 6                  | 94    |
| 6         | Sylvain Barrier     | BMW          | 4                     | 3                 | 5                      | Rit               | 9                     | Rit                  | Rit                    | 4                   | 5                 | 3                  | 87    |
| 7         | Lorenzo Zanetti     | Ducati       |                       |                   |                        |                   |                       | 2                    | 4                      | Rit                 | 2                 | 4                  | 66    |
| 8         | Loris Baz           | Yamaha       | 3                     | 5                 | Rit                    | Rit               | 6                     | 9                    | 6                      | 5                   |                   | Rit                | 65    |
| 9         | Danilo Petrucci     | Kawasaki     | 9                     | 13                | 7                      | 5                 | 10                    | Rit                  | 9                      | 13                  | 7                 | 8                  | 63    |
| 10        | Lorenzo Baroni      | Ducati       | Rit                   | 10                | 9                      | 7                 | Rit                   | 5                    | Rit                    | Rit                 | 6                 | 5                  | 54    |
| 11        | René Mähr           | Suzuki       | Rit                   | 12                | 8                      | 9                 | 13                    | 7                    | 12                     | 9                   |                   |                    | 42    |
| 12        | Eddi La Marra       | Honda        | 6                     | Rit               | Rit                    | 15                | 7                     | Rit                  | 11                     | 8                   | Rit               | 9                  | 40    |
| 13        | Daniele Beretta     | BMW          | Rit                   | Rit               | 17                     | 3                 | 11                    | 4                    | Rit                    | 12                  | Rit               | 15                 | 39    |
| 14        | Marco Bussolotti    | Honda        | 5                     | 9                 | Rit                    | 8                 | 5                     | Rit                  | Inf                    | Inf                 | Inf               | Inf                | 37    |
| 15        | Michaël Savary      | BMW          | 10                    | Rit               | Rit                    | 6                 |                       | 10                   | 16                     | 14                  | 8                 | 11                 | 37    |
| 16        | Pere Tutusaus       | KTM          | 11                    | 7                 | 10                     | 11                | 16                    | Rit                  | 15                     | 18                  | 12                | 13                 | 33    |
| 17        | Matthieu Lussiana   | BMW          | Rit                   | Rit               | 12                     | 4                 | Rit                   | Rit                  | NP                     | 15                  | Rit               | 14                 | 20    |
| 18        | Dominic Lammert     | BMW          |                       | NP                | 11                     | 16                | 14                    | Rit                  | 10                     | 11                  |                   |                    | 18    |
| 19        | Ondřej Ježek        | Aprilia      | 12                    | 11                | Rit                    | 12                | 17                    | 11                   |                        | 20                  | Rit               | 16                 | 18    |
| 20        | Nico Vivarelli      | KTM          | 14                    | Rit               | 15                     | 13                | NC                    | 12                   | 18                     | 19                  | 10                | Rit                | 16    |
| 21        | Domenico Colucci    | Ducati       |                       |                   |                        |                   | 12                    |                      |                        |                     | 9                 |                    | 11    |
| 22        | Andrea Boscoscuro   | Honda        |                       |                   |                        |                   |                       |                      | 13                     | 10                  | NP                |                    | 9     |
| 23        | Barry Liam Burrell  | Kawasaki     |                       |                   |                        |                   |                       |                      | 8                      |                     |                   |                    | 8     |
| 24        | Michal Sembera      | BMW          |                       |                   |                        |                   |                       | 8                    |                        |                     |                   |                    | 8     |
| 25        | Santiago Barragán   | Honda        |                       | 8                 |                        |                   |                       |                      |                        |                     |                   |                    | 8     |
| 26        | Chris Leeson        | Kawasaki     | 16                    | 15                | 14                     | 18                | 19                    | 14                   | 17                     | 22                  | 14                | 18                 | 7     |
| 27        | Julien Millet       | BMW          |                       |                   |                        |                   |                       |                      |                        |                     |                   | 10                 | 6     |
| 28        | Danilo Andric       | Honda        | 17                    | 16                | NP                     | NP                | 23                    | 16                   | 21                     | 26                  | 11                | 20                 | 5     |
| 29        | Michal Salac        | Aprilia      | 20                    | 14                | 21                     | 20                | 20                    | Rit                  |                        | 23                  | 13                | 24                 | 5     |
| 30        | Tomas Svitok        | Honda        | 21                    | 17                | 18                     | 19                | 22                    | 13                   | 20                     | 24                  | 15                | 19                 | 4     |
| 31        | Roberto Lacalendola | Ducati       | Rit                   | 18                | 13                     | SQ                |                       |                      |                        |                     |                   |                    | 3     |
| 32        | Marcin Walkowiak    | Honda        | 13                    | 19                | 19                     | Rit               | 21                    | Rit                  |                        |                     | Rit               | 22                 | 3     |
| 33        | Victor Cox          | Kawasaki     |                       |                   |                        |                   |                       |                      | 14                     |                     |                   |                    | 2     |
| 34        | Riccardo Fusco      | Yamaha       |                       |                   |                        | 14                |                       |                      |                        |                     |                   |                    | 2     |
| 35        | Philippe Thiriet    | Honda        | 18                    | Rit               | 20                     | SQ                | 25                    | 15                   | 22                     | 25                  | Rit               | 23                 | 1     |
| 36        | Riccardo Della Ceca | Yamaha       |                       |                   |                        |                   | 15                    |                      |                        |                     |                   |                    | 1     |
| Posizione | Pilota              | Motocicletta | Portogallo (bandiera) | Spagna (bandiera) | Paesi Bassi (bandiera) | Italia (bandiera) | San Marino (bandiera) | Rep. Ceca (bandiera) | Regno Unito (bandiera) | Germania (bandiera) | Italia (bandiera) | Francia (bandiera) | Punti |

| Legenda | 1º posto        | 2º posto            | 3º posto            | A punti      | Senza punti        | Grassetto=Pole position Corsivo=Giro più veloce |
| Legenda | Gara non valida | Non qual./Non part. | Ritirato/Non class. | Squalificato | "-" Dato non disp. | Grassetto=Pole position Corsivo=Giro più veloce |

### Sistema di punteggio
| Pos.  | 1  | 2  | 3  | 4  | 5  | 6  | 7 | 8 | 9 | 10 | 11 | 12 | 13 | 14 | 15 | 16> |
| Punti | 25 | 20 | 16 | 13 | 11 | 10 | 9 | 8 | 7 | 6  | 5  | 4  | 3  | 2  | 1  | 0   |

### Costruttori[2]
| Posizione | Costruttore | Portogallo (bandiera) | Spagna (bandiera) | Paesi Bassi (bandiera) | Italia (bandiera) | San Marino (bandiera) | Rep. Ceca (bandiera) | Regno Unito (bandiera) | Germania (bandiera) | Italia (bandiera) | Francia (bandiera) | Punti |
| --------- | ----------- | --------------------- | ----------------- | ---------------------- | ----------------- | --------------------- | -------------------- | ---------------------- | ------------------- | ----------------- | ------------------ | ----- |
| 1         | BMW         | 1                     | 1                 | 1                      | 1                 | 1                     | 1                    | 1                      | 1                   | 1                 | 2                  | 245   |
| 2         | Honda       | 2                     | 4                 | 2                      | 2                 | 2                     | 3                    | 2                      | 2                   | 3                 | 1                  | 190   |
| 3         | Suzuki      | 7                     | 2                 | 3                      | 9                 | 8                     | 7                    | 7                      | 7                   | 4                 | 6                  | 110   |
| 4         | Ducati      | Rit                   | 10                | 9                      | 7                 | 12                    | 2                    | 4                      | Rit                 | 2                 | 4                  | 92    |
| 5         | Yamaha      | 3                     | 5                 | 16                     | 14                | 6                     | 9                    | 6                      | 5                   | 18                | 21                 | 67    |
| 6         | Kawasaki    | 9                     | 13                | 7                      | 5                 | 10                    | 14                   | 8                      | 13                  | 7                 | 8                  | 66    |
| 7         | KTM         | 11                    | 7                 | 10                     | 11                | 16                    | 12                   | 15                     | 18                  | 10                | 13                 | 39    |
| 8         | Aprilia     | 12                    | 11                | Rit                    | 12                | 17                    | 11                   |                        | 20                  | 13                | 16                 | 21    |